# Айзкраукле (станция)
А́йзкраукле (латыш. Aizkraukle) — железнодорожная станция близ города Айзкраукле, центра Айзкраукльского края Латвии. Станция находится на линии Рига — Крустпилс и является конечной станцией для электрифицированного участка Рига — Айзкраукле. Код по классификации СССР — 10390.

## История
Станция Айзкраукле открыта в 1919 году под названием Степини, переименована в Айзкраукле в 1921 году. Первое пассажирское здание построено в 1927 году по проекту Л. Хофмане-Гринберги (снесено в 2010 году в связи с прокладкой второго пути на участке Скривери — Крустпилс). Нынешнее здание вокзала построено в советское время. В 1961 году построено ответвление для нужд строящейся Плявиньской ГЭС. В 2013 году обновлены пути и контактная подвеска, построены новые высокие (550 мм) перроны.